# او ای
او ای (The OA)، یک سریال درام است که توسط بریت مارلینگ و زال باتمانقلیچ کارگردانی شده و در هشت قسمت یک ساعته از ۱۶ دسامبر (۲۶ آذر) بر روی آنتن شبکه نتفلیکس رفت.
متاسفانه این سریال علیرغم مخاطبان بسیار و داستان قوی، در پایان فصل دوم ناتمام رها شده است و در صورت تماشا، احتمالا بعد از رسیدن به این پایان اجباری به دنبال راهی برای یافتن ادامه خواهید بود. هیچگونه متن، کتاب، فیلم و یا سریالی برای ادامه ساخته نشده است. نگردید.
دیدن این سریال برای دوست داران ژانر معمایی با کمی چاشنی علمی تخیلی و جنایی توضیه میشود.

## داستان
داستان فیلم دربارهٔ دختری به نام پریری جانسون است که بعد از هفت سال پیدا می‌شود، در حالی که او در گذشته نابینا بوده اکنون سالم است و مشکلی ندارد.
هشدار لورفتن داستان(اسپویل): پریری در طی این سالها به همراه چند تن دیگر از افراد خاصی که از مرگ حتمی نجات یافته بودند نزد مردی زندانی شده بود که به دنبال مطالعهٔ دنیای پس از مرگ و راز هایش است.